# Noordse combinatie op de Olympische Winterspelen 2010 - Landenwedstrijd
De landenwedstrijd bij de noordse combinatie vond plaats op dinsdag 23 februari 2010 in het wintersportgebied Whistler Olympic Park.
Sinds de vorige Olympische Winterspelen werden de disciplines van de noordse combinatie aangepast. De traditionele individuele Gundersen, die bestond uit 2 sprongen van de schans gevolgd door 15 km langlaufen, werd uit het programma geschrapt evenals de sprintwedstrijd die bestond uit 1 sprong van de schans gevolgd door 7,5 km langlaufen.
Het nieuwe programma bestaat uit een Gundersenwedstrijd van de normale schans met één sprong van de normale schans en 10 km langlaufen. De Gundersenwedstrijd van de grote schans met één sprong van de grote schans en 10 km langlaufen.

## Uitslagen

### Schansspringen
| #  | Land             | Punten sprong 1 | Punten sprong 2 | Punten sprong 3 | Punten sprong 4 | Totaal punten | Tijdsverschil |
| -- | ---------------- | --------------- | --------------- | --------------- | --------------- | ------------- | ------------- |
| 1  | Finland          | 134.2           | 120.3           | 120.5           | 132.0           | 507.0         | 0,00          |
| 2  | Verenigde Staten | 122.3           | 132.2           | 123.8           | 127.5           | 505.8         | + 0,02        |
| 3  | Oostenrijk       | 121.7           | 114.7           | 131.0           | 112.5           | 479.9         | + 0,36        |
| 4  | Japan            | 132.2           | 112.0           | 110.0           | 121.7           | 475.9         | + 0,41        |
| 5  | Frankrijk        | 117.7           | 110.3           | 117.7           | 129.0           | 474.7         | + 0,43        |
| 6  | Duitsland        | 109.0           | 119.0           | 124.5           | 120.8           | 473.3         | + 0,45        |
| 7  | Noorwegen        | 117.0           | 105.8           | 122.8           | 122.8           | 468.4         | + 0,51        |
| 8  | Tsjechië         | 109.0           | 110.5           | 113.3           | 124.5           | 457.3         | + 1,06        |
| 9  | Zwitserland      | 110.3           | 105.0           | 122.8           | 98.5            | 436.6         | + 1,34        |
| 10 | Italië           | 113.7           | 92.0            | 89.7            | 107.2           | 402.6         | + 2,19        |

### Langlaufen
| #      | Land             | Startverschil | Looptijd | Eindtijd |
| ------ | ---------------- | ------------- | -------- | -------- |
| Goud   | Oostenrijk       | +0,36         | 48.55,6  | 49.31,6  |
| Zilver | Verenigde Staten | +0,02         | 49.34,8  | +5,2     |
| Brons  | Duitsland        | +0,45         | 49.06,1  | +19,5    |
| 4      | Frankrijk        | +0,43         | 49.28,4  | +39,8    |
| 5      | Noorwegen        | +0,51         | 49.34,9  | +54,3    |
| 6      | Japan            | +0,41         | 50.04,8  | +1.14,2  |
| 7      | Finland          | 0,00          | 51.53,1  | +2.21,5  |
| 8      | Tsjechië         | +1,06         | 51.44,2  | +3.18,6  |
| 9      | Zwitserland      | +1,34         | 52.15,8  | +4.18,2  |
| 10     | Italië           | +2,19         | 51.55,5  | +4.42,9  |